# Dżet (astronomia)

Artystyczna wizja powstawania dysku akrecyjnego i dżetu

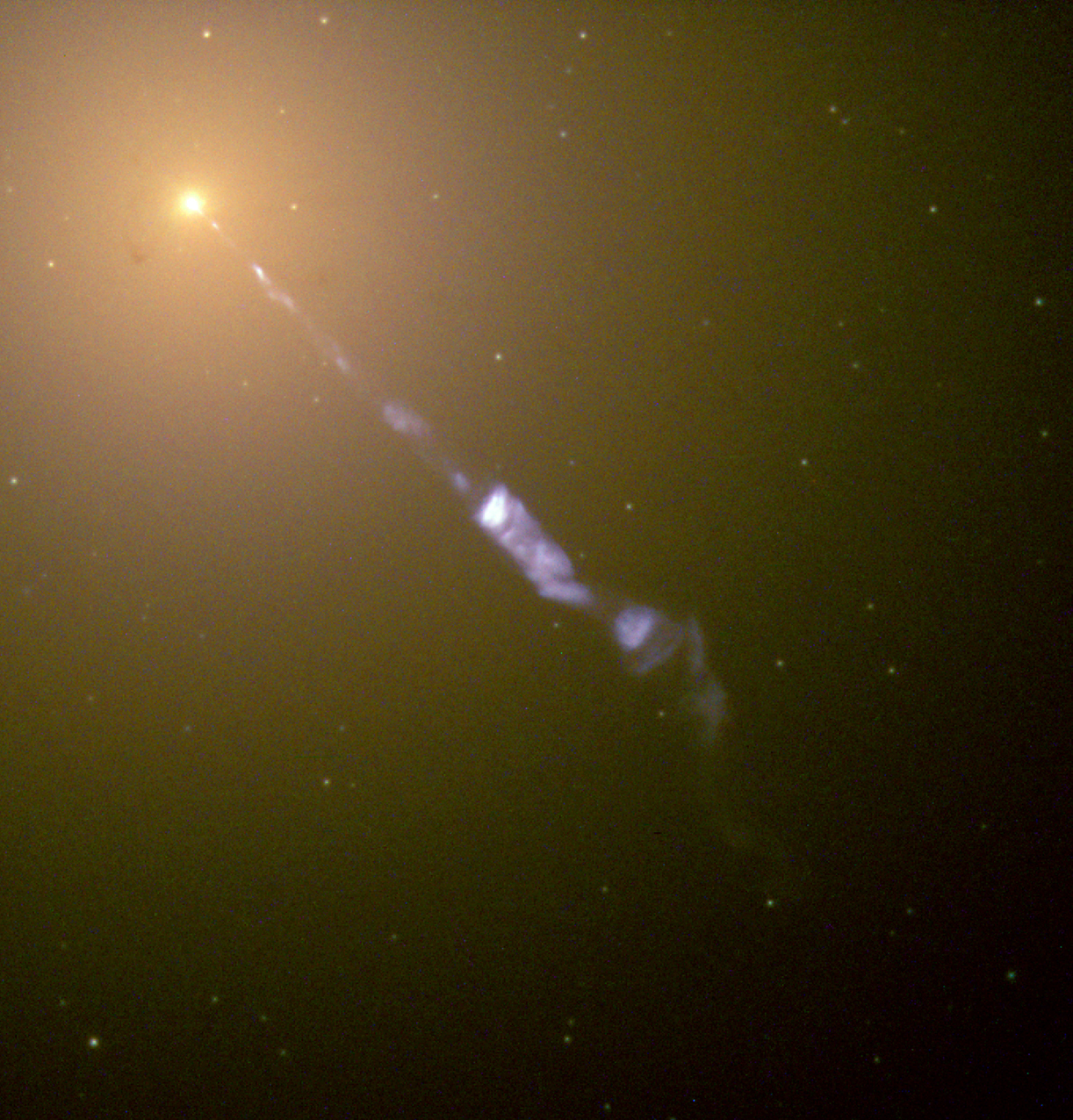
Dżet wydobywający się z aktywnego centrum Galaktyki Panny A, prawdopodobnie zawierającego supermasywną czarną dziurę (zdjęcie z Teleskopu Hubble'a).

Dżet (z ang. jet), inaczej struga – skolimowany strumień plazmowej materii wyrzucany z relatywistycznymi prędkościami z biegunów jądra galaktyki lub gwiazdy.
Pierwszy dżet został zaobserwowany przez H. Curtisa w roku 1918 w galaktyce eliptycznej M87 w gromadzie Panny, jako jasny promień świetlny połączony z jądrem galaktyki. W latach 1960 obserwacje radiowe wielu galaktyk pokazały istnienie rozciągłych struktur radiowych, w skład których wchodzi zwarte jądro, radioobłoki oraz łączące je dżety.

## Powstawanie dżetu
Dżety powstają, gdy strumień zjonizowanej materii opada na obiekt kosmiczny. W wypadku galaktyk aktywnych i wielu mikrokwazarów, obiektem tym jest czarna dziura. Opadająca materia rotuje i tworzy spłaszczony dysk, dżety zaś wyrzucane są wzdłuż osi prostopadłej do płaszczyzny tego dysku.
Przypuszcza się, że ważną rolę w powstawaniu i kolimacji dżetów odgrywa pole magnetyczne, oddziałujące z plazmą, oraz rotacja dysku i obiektu centralnego. Dżet unosi ze sobą znaczną energię i może transportować ją na ogromne odległości – w wypadku galaktyk mogą one być rzędu megaparseków (miliony lat świetlnych). Źródłem tej energii jest zatem grawitacyjna energia potencjalna akreowanego gazu lub energia rotacji obiektu centralnego. W pierwszym wypadku jest to proces elektromagnetyczny, gdy obracająca się z prędkością keplerowską zjonizowana materia dysku unosi ze sobą linie pola magnetycznego (tzw. zjawisko wmrożenia pola w plazmę), których rotacja indukuje pole elektryczne.
Podobnie jak w pulsarach, w pobliżu centrum prędkość rotacji jest bliska prędkości światła w próżni i ładunki elektryczne nie mogą korotować z dyskiem, lecz są przyspieszane wzdłuż linii pola.
Biorąc pod uwagę procesy magnetohydrodynamiczne w dysku (transport momentu pędu), Blandford i Payne zastąpili prędkość światła w próżni prędkością Alvfena i zaproponowali model przyspieszania dżetu, w którym główną rolę odgrywa siła odśrodkowa.
W drugim wypadku, gdy dżet czerpie energię z szybkiej rotacji czarnej dziury, w procesie tym pośredniczą tworzące się w jej otoczeniu pary elektronowo-pozytonowe.
Początkowo, energia dżetu jest zdominowana przez energię pola magnetycznego (wektor Poyntinga), a nie przez energię cząstek. Dżet powstaje jako powolny i słabo skolimowany wypływ. Przyspieszanie dżetu odbywa się stopniowo, mniej więcej wzdłuż pierwszego tysiąca promieni grawitacyjnych centralnej czarnej dziury, na skutek konwersji energii pola magnetycznego w uporządkowaną energię kinetyczną. Jednocześnie dżet jest skupiany w wyniku oddziaływania z otaczającym ośrodkiem, np. z wiatrem unoszonym z niewielkimi prędkościami z odległych obszarów dysku akrecyjnego, lub na skutek wewnętrznego ciśnienia uporządkowanych pól magnetycznych. Pewną rolę może odgrywać też pole promieniowania z dysku. Ten początkowy obszar kolimacji dżetu został zaobserwowany w galaktyce M 87 przy użyciu radiowych technik interferometrycznych.
W dużych odległościach od centrum, musi istnieć mechanizm utrzymujący dżet jako wąską strugę i zapobiegający jego wymieszaniu się z otaczającą materią ośrodka. Rolę skupiającą może odgrywać pole magnetyczne lub ciśnienie gazu w otaczającym ośrodku galaktycznym. Dżety o dużej mocy transportują większość swojej energii na odległości rzędu setek parseków, gdzie w wyniku kolizji z zewnętrznym ośrodkiem tworzą silne fale uderzeniowe obserwowane jako tzw. gorące plamy, a ich materia rozlewa się w obrębie wyżłobionego w ośrodku międzygalaktycznym kokonu, tworząc radiowe loby. Powstają w ten sposób radiogalaktyki typu FR II (np. Cygnus A) według klasyfikacji Fanaroffa i Rileya, w których same dżety charakteryzują się względnie niską jasnością. Natomiast dżety o małej mocy stopniowo rozpraszają się w ośrodku międzygalaktycznym, tworząc radiogalaktyki typu FR I (np. Centaurus A).

## Obserwacje dżetów
Dżety emitują promieniowanie w całym zakresie widma, od radiowego przez optyczne po rentgenowskie i gamma.
Jest to przede wszystkim promieniowanie synchrotronowe, emitowane przez elektrony poruszające się po liniach śrubowych, wzdłuż linii sił pola magnetycznego. W wypadku radiogalaktyk, wymagane jest do tego wielkoskalowe pole przenikające ośrodek, w którym porusza się dżet. Konfigurację tego pola bada się dzięki obserwacjom polaryzacji promieniowania optycznego dżetów.
Aby wyjaśnić obserwowany kształt widma dżetów, prędkości elektronów muszą być silnie relatywistyczne, zatem musi istnieć mechanizm ich przyspieszania. Prawdopodobnie przyspieszanie to zachodzi w falach uderzeniowych.
Ponadto obserwacje wielu dżetów wykazują nadwyżkę twardego promieniowania rentgenowskiego w stosunku do optycznego, czego nie można wyjaśnić prostym mechanizmem synchrotronowym. Proponowanym dodatkowym procesem jest odwrotne rozpraszanie Comptona, w którym rozproszeniu na relatywistycznych elektronach ulegają fotony mikrofalowego promieniowania tła.
Z kolei obserwacje w bardzo niskich energiach, dzięki urządzeniom takim jak LOFAR, mogą pomóc w ustaleniu, jaki mechanizm emisji działa w tym zakresie widma.
Struktura dżetów nie jest jednorodna, lecz mogą w nich występować obszary o silniejszej emisji (knots (ang.) – „węzły”). Nie zawsze obszary te, obserwowane w różnych zakresach widma, pokrywają się ze sobą. Na przykład, gdy dżet radiowy słabnie na końcu struktury, występuje pojaśnienie rentgenowskie. Może być to związane z wyhamowaniem dżetu na cząsteczkach gazu znajdującego się w ośrodku galaktycznym, które wskutek oddziaływania z dżetem zaczynają emitować promieniowanie rentgenowskie.
Innym obserwowanym efektem w wielkoskalowych dżetach jest „progresja”, gdy jasność rentgenowska dżetu jest największa w pobliżu jego podstawy, zaś jasność radiowa rośnie wzdłuż dżetu. W modelu synchrotronowym, postuluje się, że natężenie pola magnetycznego wzrasta wzdłuż dżetu, natomiast w modelu komptonowskim wyjaśnieniem może być malejąca prędkość systematyczna dżetu.

## Występowanie dżetów
Dżety obserwuje się w licznych typach obiektów astronomicznych:
- Aktywne galaktyki. Dżety widać szczególnie dobrze w radiogalaktykach, a fizyczne rozmiary dżetów są tam największe i sięgają kilkuset Mpc, daleko poza galaktykę macierzystą. Spektakularną zmienność oraz pozorne prędkości nadświetlne występują w blazarach.
- Mikrokwazary w naszej Galaktyce. Tu również występują pozornie nadświetlne prędkości.
- Rozbłyski gamma. Są liczne argumenty za tym, że także emisja rentgenowska i gamma w trakcie błysku pochodzi z silnie relatywistycznego dżetu.
- Młode gwiazdy. W licznych nowo powstających gwiazdach także wyraźnie widać struktury dżetowe, ale prędkości wypływu materii są w tym przypadku znacznie mniejsze, nierelatywistyczne, rzędu kilku tysięcy km/s.
- Gwiazdy symbiotyczne. Dżety o prędkościach kilku tysięcy km/s są obserwowane w kilku układach symbiotycznych (np. R Aquarii, Z Andromedae, MWC 560).